# Créole (race bovine)
Pour les articles homonymes, voir Créole (homonymie).
La créole est une race bovine française, originaire des Antilles françaises.

## Histoire
Elle est élevée à la Guadeloupe et il existe une variante à la Martinique qui n'est pas répertoriée officiellement.
Les bovins n'existaient pas avant 1493 en Guadeloupe. C'est la découverte de l'île par les Espagnols qui va provoquer leur arrivée. D'abord d'origine ibérique, race criollo, le bétail va être métissé à partir du XVIIIe siècle par l'importation de bétail de France et d'Afrique: Ndama, zébus. Ils ont été sélectionnés par et les conditions d'élevage et de climat et ont développé une population rustique originale en équilibre génétique. Il n'existe toutefois pas de livre généalogique.
Le premier usage devait être la fourniture de viande aux colons et autres pirates, cependant, la mise en valeur agricole de l'île a nécessité la traction animale. Moins chers que les chevaux et moins sensibles au climat, les bovins sont devenus bêtes de somme. Depuis la Seconde Guerre mondiale, la mécanisation a rendu à cette race son rôle purement alimentaire.
En 2004, la population représentait 70 000 animaux, dont 25 000 vaches et 4 000 taureaux. La semence de 14 mâles est stockée.

## Morphologie
Elle porte généralement une robe fauve, mais toutes les couleurs cohabitent, du blanc au noir, mais la robe pie est proscrite. Il existe des variantes à lunettes, raie de mulet ou ceinture. Les cornes sont en lyre ou en coupe vers l'avant. La peau est noire et les muqueuses foncées. L'allure générale est marquée par le métissage de zébu par une bosse sur le garrot, un fanon et un prépuce développé.
C'est une race de petite taille : le taureau pèse 500 à 600 kg pour une taille au garrot de 130 cm, la vache pèse 300 à 400 kg pour 120 cm.

## Aptitudes

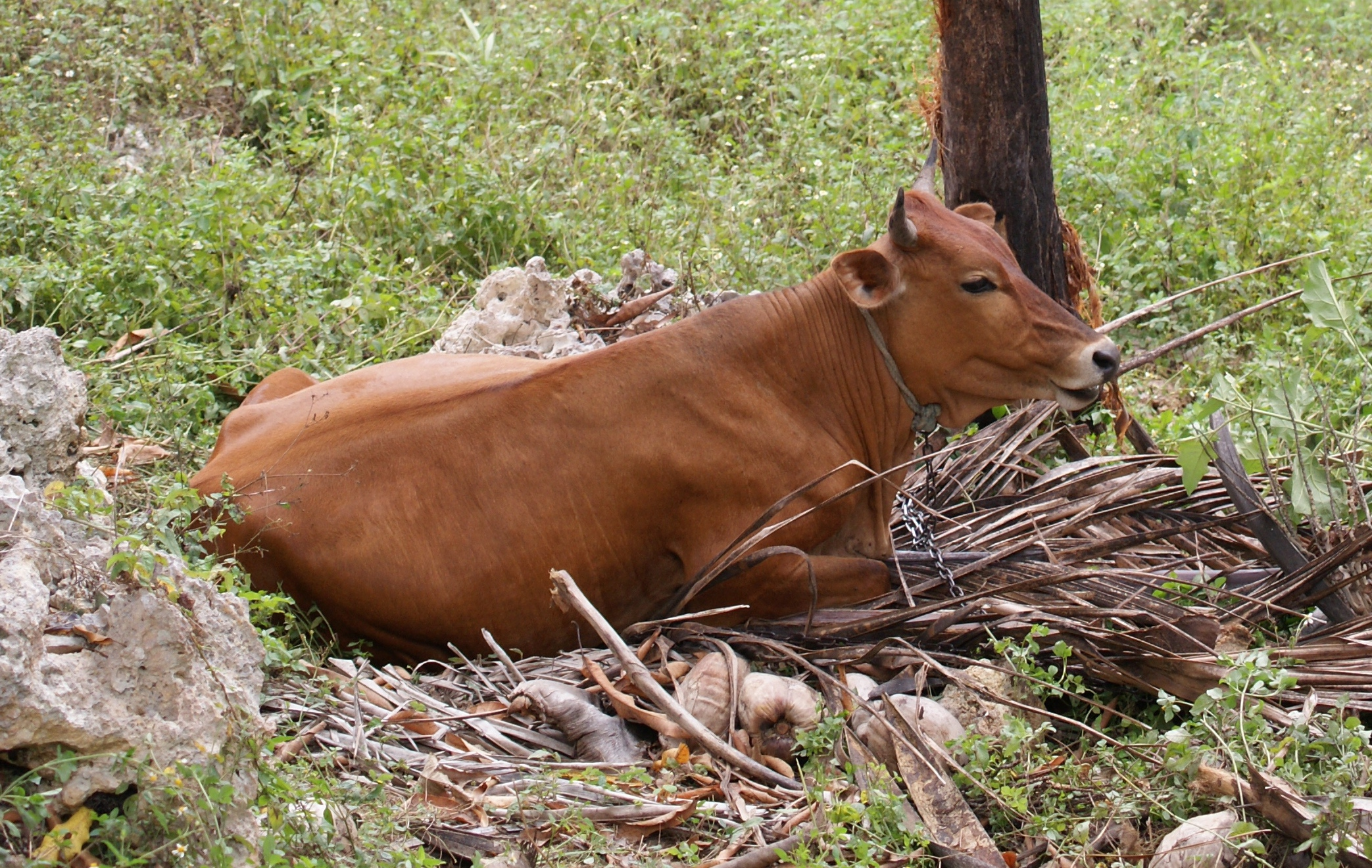
Une vache près de la commune de Sainte-Anne.

C'est une race aujourd'hui bouchère avec un passé d'animal de trait. La production de lait est faible et réservée au veau. La mécanisation lui a fait abandonner son rôle moteur, mais il perdure localement des courses de charrettes.
Elle est remarquablement adaptée aux conditions particulières de l'île : climat chaud et humide. Elle est résistante aux parasites (tiques) et mobilise bien ses réserves corporelles : capacité à supporter une disette et à reprendre sa forme). Les animaux sont traditionnellement élevés au piquet : ils valorisent les talus et bords de chemins incultes. Les vaches sont de bonnes mères, nourrissant un veau qui grandit relativement vite compte tenu des difficultés du climat. Elles ont une grande longévité et leur carcasse est encore valorisable à la réforme. Depuis quelques années, un programme de sélection a été entrepris pour améliorer la productivité de cette race. Il porte sur :
- augmentation de la vitesse de croissance
- amélioration de la conformation de carcasse (développement musculaire)
- amélioration des qualités maternelles (fertilité, facilité de vêlage, performance d'allaitement)
- conservation des qualités d'adaptation à son milieu.

En parallèle à cette sélection, une introduction mesurée de sang européen a été faite (charolaise, limousine ou holstein).